# 温带阔叶混交林

温带阔叶混交林的分布范围

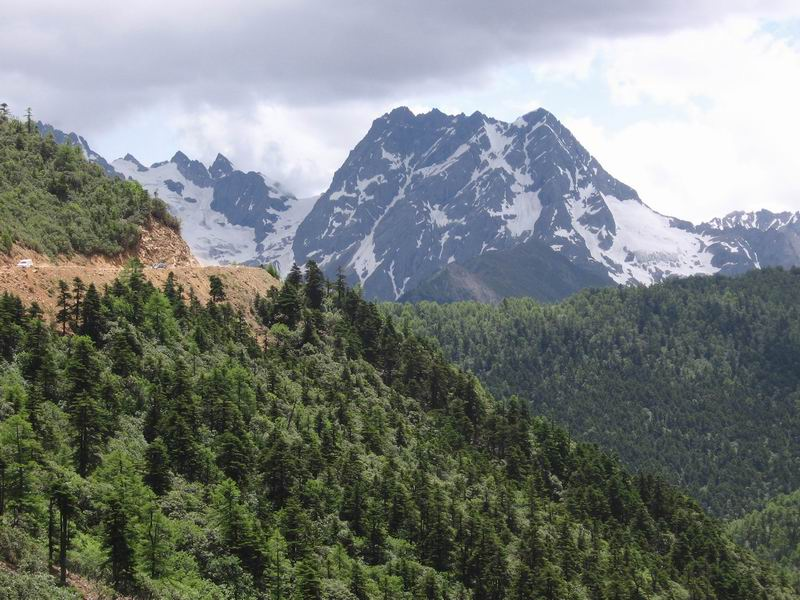
位于中国云南迪庆州的温带阔叶混交林。

温带阔叶混交林是一种温带陆地生物群系，位于阔叶树生态区，和针叶树与阔叶树的针叶混交林生态区。
“温带阔叶混交林”这一术语，由世界自然基金会（WWF）使用，在全球生物地理学中，作为组织生态区的生物群落之一。

## 生态
这些森林的典型结构包括四个层次。最上层是由30至61米（100至200英尺）高的成年树木组成的林冠。林冠下面是三层耐阴的下层植被，比林冠大约矮9.1至15.2米（30至50英尺）。下层植被的顶层是子林冠，由较小的成年树、树苗和发育不全的未成年林冠层树组成，它们只能等待林冠漏下的阳光。子林冠下面是由长在低处的木本植物组成的灌木层。通常长在最低处的（同时也是最多样化的）层是地被植物或草本层。

## 树种
在北半球，该生物群系中典型的优势阔叶树种包括橡树（栎属）、山毛榉（水青冈属）、枫树(枫属）和桦树（桦木属）。而叫做“混交林”是因为在某些森林中，针叶树也是林冠的组成部分。典型的针叶树包括：松树（松属），冷杉（冷杉属）和云杉（云杉属）。在该生物群系的某些地区，针叶树可能是比阔叶树种更重要的林冠树种。在南半球，地方性树种如南青冈属和桉属占据着这一生物群系。

## 气候
温带阔叶混交林出现冷暖交替明显的区域，这样会有一个适度的年平均温度——3至15.6 °C（37.4至60.1 °F）。这些森林的气候相对温暖和多雨，有时也有明显的旱季。在东亚地区旱季发生在冬天，而在地中海气候地区的潮湿边缘则发生在夏季。其他区域，像美国中部、东北部和加拿大东南部，降雨分布相当均匀；年降雨量通常超过600 mm（24英寸），且经常超过1,500 mm（59英寸）。温度往往温和，除了亚洲部分地区，如滨海边疆区。温带森林仍然会出现在那里，尽管那里的冬天非常寒冷，条件非常恶劣。

## 生态区

### 澳大拉西亚
Template:澳新界温带阔叶混交林

### 欧亚大陆
Template:东洋界温带阔叶混交林
Template:古北界温带阔叶混交林

### 美洲
Template:新北界温带阔叶混交林
Template:新热带界温带阔叶混交林